# 존 카버

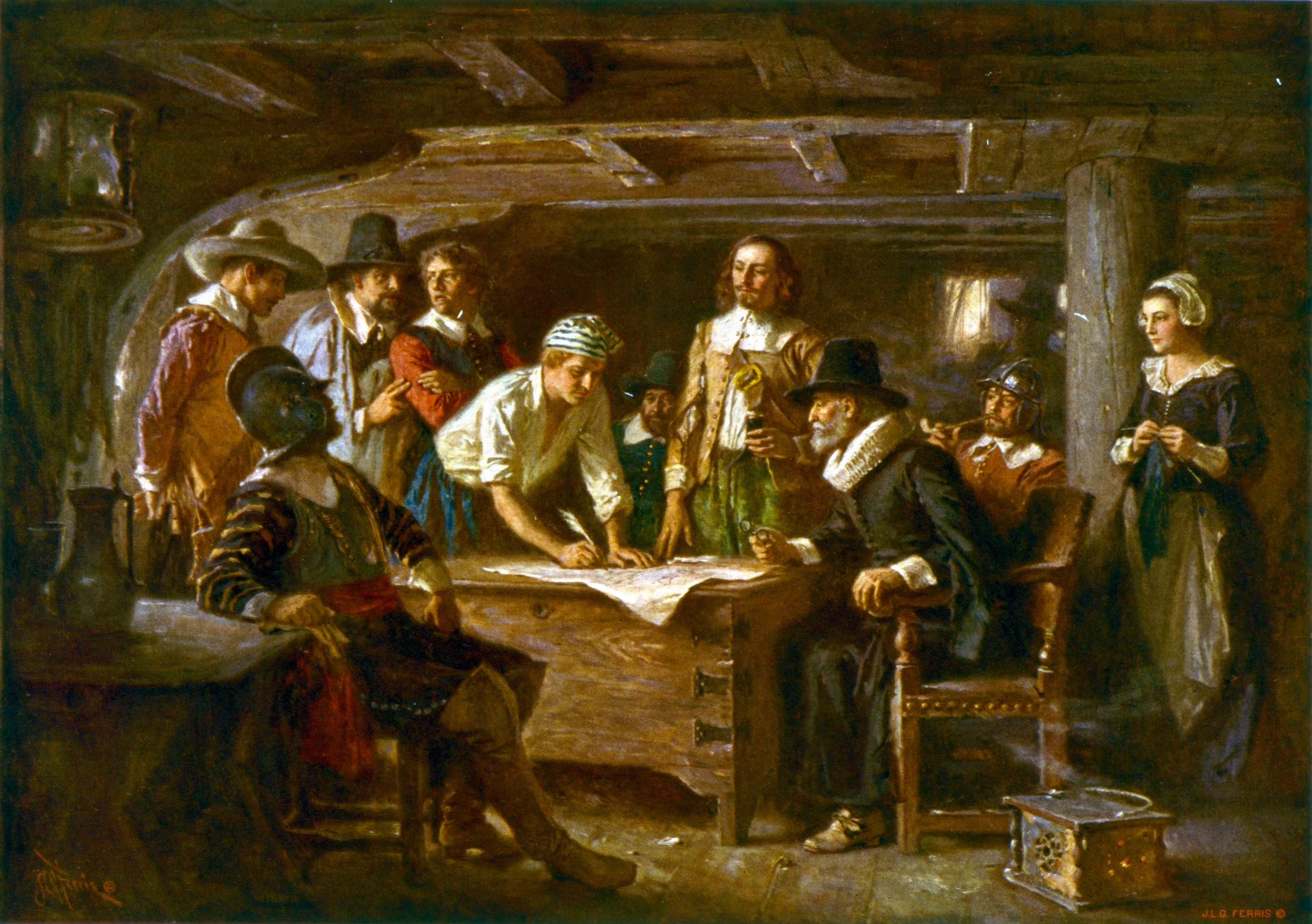
메이플라워 서약, 진 레온 제롬 페리스 그림

존 카버(John Carver, 1576년경 – 1621년 4월 5일)는 필그림 지도자이자 플리머스 식민지의 최초의 지사였다.

## 개요

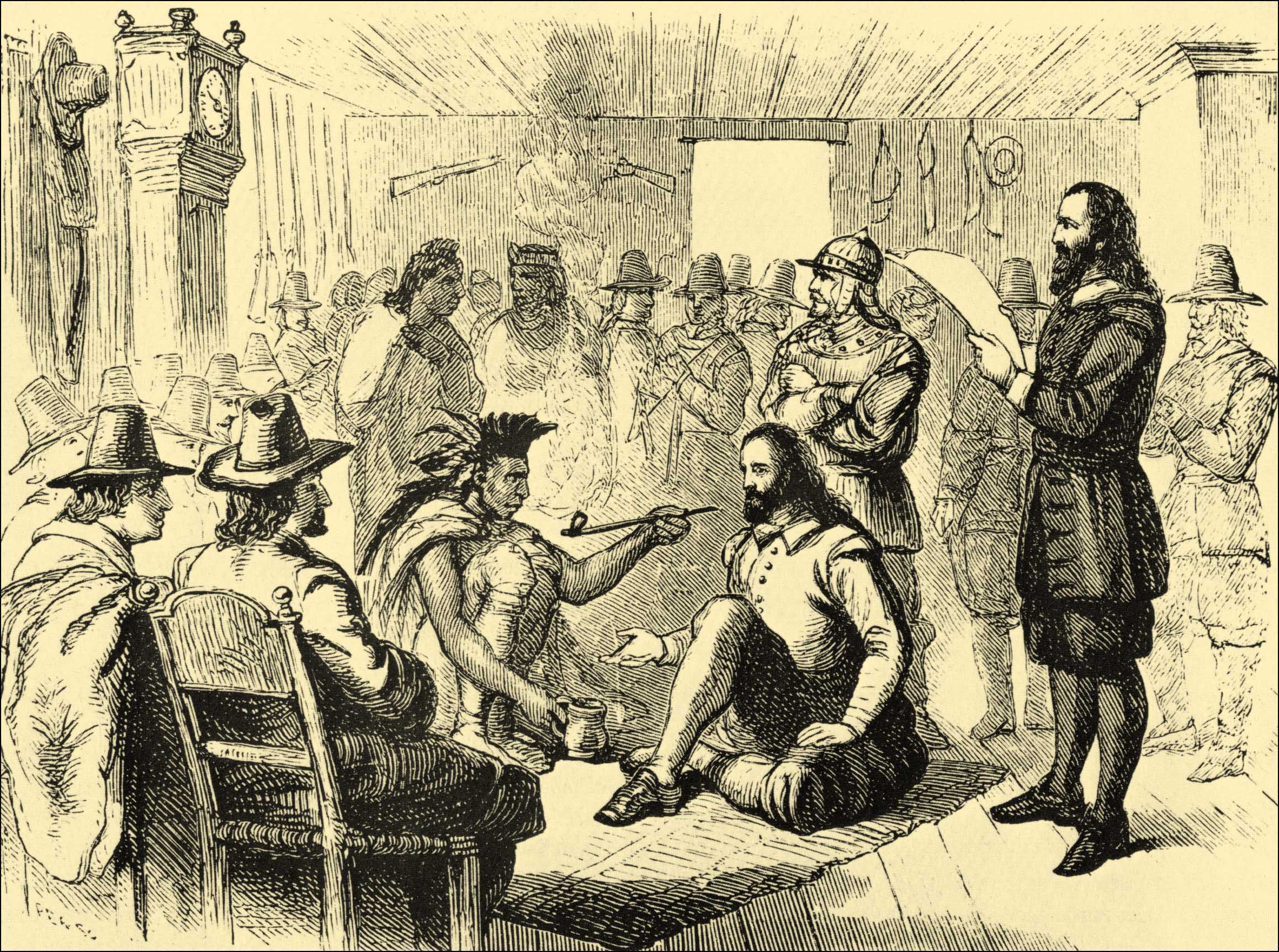
마사소이트가 존 카버 지사와 플리머스에서 1621년 평화의 담배를 나누고 있다.

그의 초기 생애에 대해서는 거의 알려져 있지 않지만, 잉글랜드에서 탄생한 것으로 추측된다. 카버는 런던의 부유한 상인이었지만, 잉글랜드를 떠나 1607년에서 1608년경 종교적 박해를 이유로 네덜란드 레이던으로 가게 된다. 레이던 분리주의자들의 사회에서 카버가 등장하는 기록은 1615년에 처음으로 발견된다. 1617년에 그는 미국에 식민지를 건설하기 위해 토지임대와 재정적 지원을 확보하는 역할을 맡은 필그림의 대리인이 되었다.
그는 《메이플라워 호》를 임대하고, 101명의 다른 개척자들과 함께 1620년 9월 잉글랜드의 플리머스를 출발했다. 또한 1620년 11월 11일 메이플라워 서약에 서명을 했고, 같은 날 1년 임기의 지사로 선출되었다. 1621년 3월 카버는 왐파노아그 부족의 대추장 마사소이트와 평화협정을 맺었다. 그러나 1개월 후 들판에서 일을 하다가 병으로 쓰러져 갑작스럽게 사망하고 말았다. 윌리엄 브래드퍼드가 그의 후임으로 선출되었다. 매사추세츠주 플리머스 서쪽의 카버 타운은 그의 이름을 따서 지은 것이다.

## 같이 보기
- 메이플라워 서약